# Недялко Панчев
Недялко Методиев Панчев с псевдоним Даскала е български партизанин.

## Биография
Роден е на 14 октомври 1917 г. в монтанското село Стубел. Между 1931 и 1934 г. учи в гимназията в Монтана. Член на РМС от 1932 г., а на БКП от 1939 г. Между юни 1934 и март 1935 г. е селски работник в родното си село. След това до септември 1936 г. е продавач в колониален магазин. В периода септември 1936 – юни 1939 г. е ученик в гимназиите във Враца и Берковица. По това време е арестуван, но по-късно освободен. От 1939 г. се записва в Юридическия факултет на Софийския университет. От 1940 до 1941 г. отговаря за бонсова група в Софийския университет. Между 1942 и 1943 г. е член на Районен комитет на РМС в София. От септември 1942 г. излиза в нелегалност. През 1942 г. е осъден задочно на смърт за нелегална дейност. От май 1943 г. е политкомисар на партизански отряд „Георги Бенковски“, а след неговата вливане в 4-та софийска въстаническа бригада през 1944 г. е член на щаба на бригадата.
След 9 септември 1944 г. влиза в българската армия и става политически офицер. От 26 октомври 1944 г. е помощник-командир на пети конен полк с чин майор. От 31 декември 1944 г. е помощник-командир на тридесети пехотен шейновски полк. На 5 март 1945 г. е назначен за политически инструктор към щаба на осма пехотна тунджанска дивизия. От август 1945 до октомври 1947 г. е заместник-началник по политическата част на втора щурмова дивизия, преименувания втори армейски въздушен полк в Пловдив. Между октомври 1947 и ноември 1948 г. е заместник-началник по политическата част на осма изтребителна авиодивизия. В периода декември 1948 – август 1950 г. е заместник-началник по политическата част на Народното военно училище „Васил Левски“. От август 1950 до юни 1951 г. е началник на политическия отдел на ВВС. От юни 1951 г. е освободен член на Военния съвет на ВВС. Остава на тази позиция до януари 1953 г. Между януари 1953 и януари 1954 г. учи във Военнополитическата академия „Ленин“ в СССР. След завръщането си до февруари 1956 г. е освободен член на Военния съвет на ВВС. От февруари до април 1956 г. е на разпореждане на Главното политическо управление на българската народна армия (ГлПуна). От април до юли 1956 г. е преподавател в политическия факултет на Военната академия в София. След това до януари 1957 г. отново е на разпореждане на ГлПуна. В периода януари 1957 – януари 1958 г. е началник на политическия отдел на четвърта изтребителна авиодивизия в София. От януари 1958 г. е редактор на художествени и нагледни материали във Военното издателство. По-късно е заместник-началник на Главно управление Строителни войски.
Награждаван е с орден „За храброст“ IV ст., 2 и 1 кл., съветски орден „Червена звезда“ и унгарския орден „На унгарската свобода“ – сребърен. 
Автор е на мемоарната книга „По червената пътека“.